# Arnoldus Dirk Felix Tavenraat

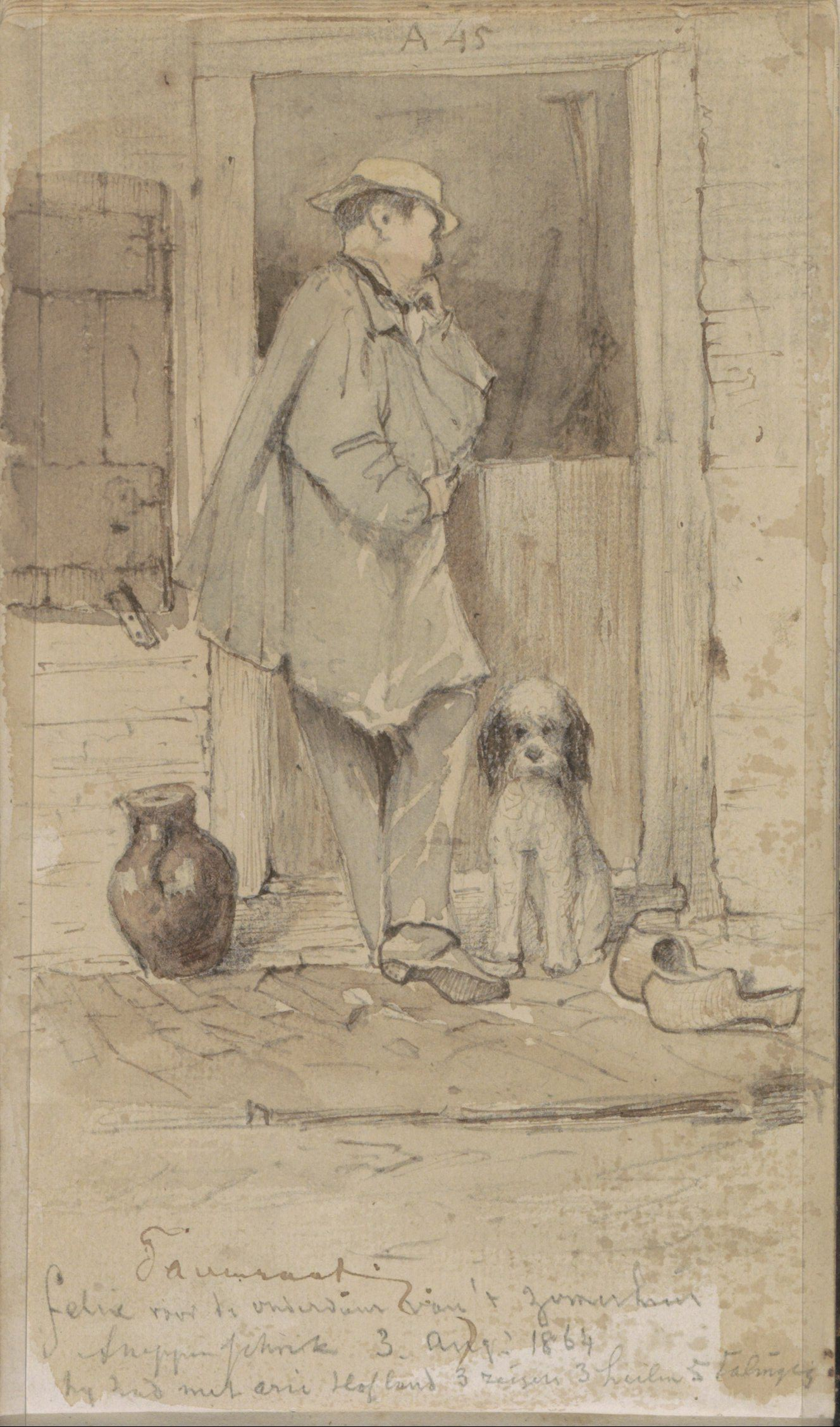
Felix Tavenraat vor der Türe des Sommerhauses Sneppenschrik in Capelle aan den IJssel, Skizze von Johannes Tavenraat, 1864

Arnoldus Dirk Felix Tavenraat, kurz Felix Tavenraat (* 14. November 1846 in Materborn bei Kleve, Rheinprovinz; † 14. September 1899 in Rotterdam), war ein niederländischer Landschaftsmaler, Radierer und Zeichner.

## Leben
Tavenraat, Sohn des niederländischen Jagd- und Landschaftsmalers Johannes Tavenraat und dessen Ehefrau Anna Catharina, geborene van Dijck, wurde am 15. April 1847 in Kleve evangelisch-reformiert getauft. Wie sein Vater und Lehrer wurde er Landschaftsmaler. Von 1861 bis 1899 war Tavenraat in Rotterdam, wo er im Alter von 52 Jahren verstarb, künstlerisch tätig.